# Duck Bank
Duck Bank – ławica (bank) w kanadyjskiej prowincji Nowa Szkocja, w hrabstwie Halifax, na południowy wschód od zatoki Clam Bay (44°38′10″N, 62°51′39″W); nazwa urzędowo zatwierdzona 3 lipca 1952.